# Türkiye Partisi
Die Partei der Türkei (TP, türkisch Türkiye Partisi) war eine zentristische politische Partei in der Türkei. Sie sprach sich für Demokratie und Liberalismus aus.
Sie wurde am 25. Mai 2009 vom ehemaligen AKP-Mitglied Abdullatif Şener nach dessen Austritt aus jener Partei gegründet. Şener war im Kabinett Gül sowie im Kabinett Erdoğan I Stellvertretender Ministerpräsident und Staatsminister.
Nachdem bei der Parlamentswahl 2011 Şener nicht den Einzug ins Parlament geschafft hatte, löste er schließlich die Partei am 27. August 2012 auf.